# نزاع إقليمي
نزاع إقليمي هو خلاف على امتلاك السيطرة على الأراضي بين دولتين أو أكثر والغالب يكون الخلاف على ملكية الأرض.

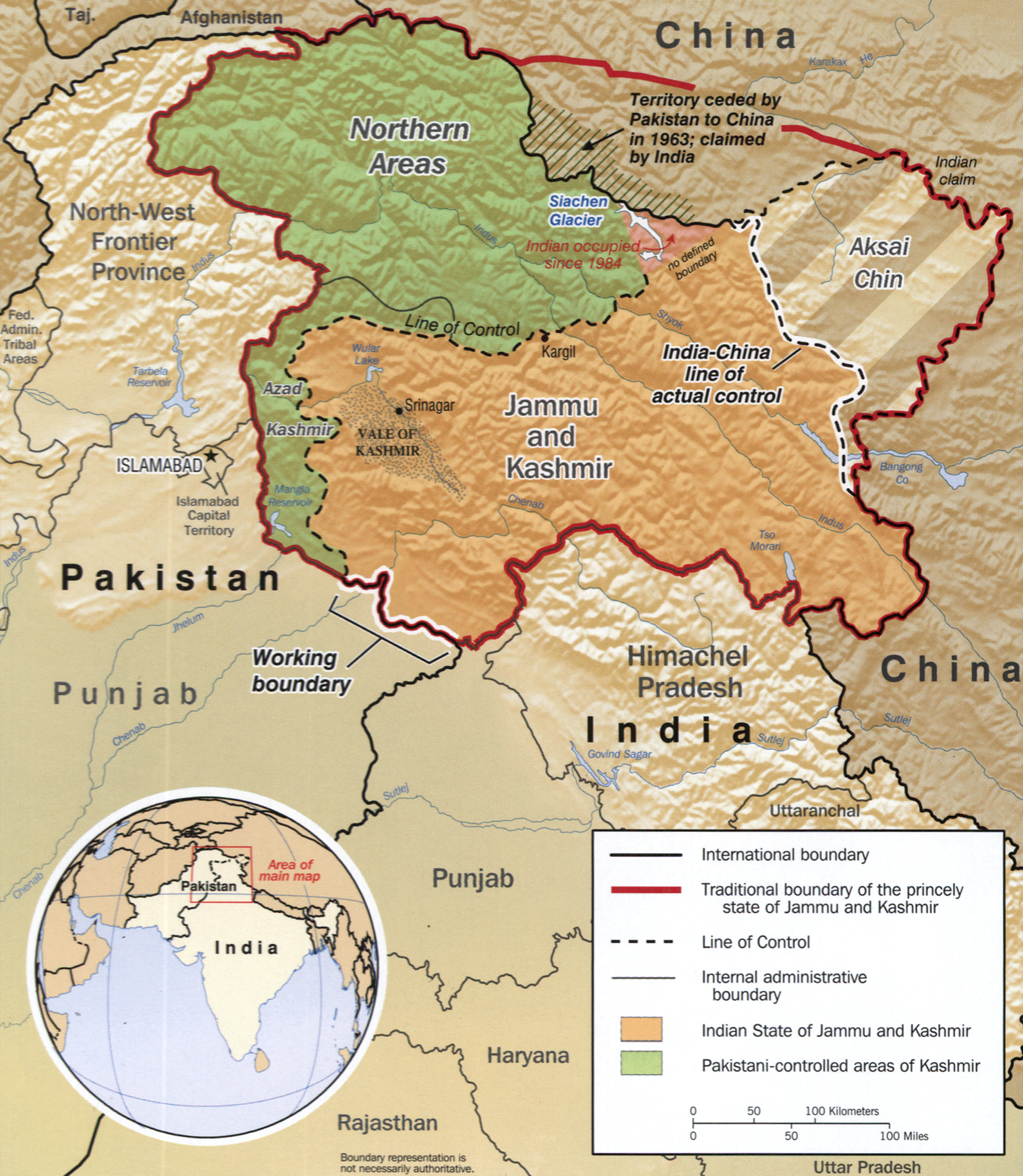
خريطة تبين إقليم كشمير المتنازع عليه

## تعريف
كثيرا ما ترتبط هذه النزاعات بوفرة الموارد الطبيعية مثل الأنهار والأراضي الزراعية الخصبة والموارد المعدنية أو النفط ويمكن أن يكون النزعة القومية والثقافية والدينية والعرقية مساندة لها.